# Otinotus invarius
Otinotus invarius är en insektsart som beskrevs av Walker. Otinotus invarius ingår i släktet Otinotus och familjen hornstritar. Inga underarter finns listade i Catalogue of Life.